# Hypocenomyce tinderryensis
Hypocenomyce tinderryensis är en lavart som beskrevs av Elix. Hypocenomyce tinderryensis ingår i släktet Hypocenomyce och familjen Ophioparmaceae.   Inga underarter finns listade i Catalogue of Life.